# Herminia nakatomii
Herminia nakatomii là một loài bướm đêm trong họ Noctuidae.